# Leptodesmus appendiculatus
Leptodesmus appendiculatus är en mångfotingart som beskrevs av Carl Graf Attems 1901. Leptodesmus appendiculatus ingår i släktet Leptodesmus och familjen Chelodesmidae. Inga underarter finns listade i Catalogue of Life.